# Reha Özcan
Reha Özcan, all'anagrafe Ragıp Reha Özcan (Bingöl, 5 luglio 1965), è un attore turco, noto per aver interpretato il ruolo di Fikri Elibol nella serie Bizim Hikaye e per quello di Adil Erinç nella serie Il dottor Alì (Mucize Doktor).

## Biografia
Reha Özcan è nato il 5 luglio 1965 a Bingöl (Turchia), è il fratello minore di Serhat Özcan, anche lui attore.
Ha completato l'istruzione secondaria presso la Kartal Anatolian High School, poi nel 1985 ha iniziato a recitare in teatro e due anni dopo, nel 1987, si è laureato presso la Mimar Sinan Fine Arts University. Nello stesso anno, dopo essersi laureato, ha iniziato la sua carriera teatrale professionale presso il teatro statale di Trebisonda. Nella stagione 1990-1991 ha lavorato presso il teatro di statale di Istanbul. Nella stagione 1992-1993 si è stabilito ad Adalia, dove ha continuato a lavorare presso il teatro statale. Ha anche lavorato come regista teatrale presso il club teatrale dell'Università di Akdeniz e il teatro municipale metropolitano di Adalia, mentre dalla stagione 2010-2011 fino all'ottobre 2016 era tornato nuovamente a lavorare presso il teatro statale di Istanbul.
Oltre ad essere un attore teatrale, ha lavorato anche al cinema e in televisione. Nel 2009 e nel 2010 ha interpretato il ruolo del protagonista Osman Toprak nella serie in onda su Samanyolu TV Dördüncü Osman. Dal 2010 al 2012 è stato incluso nel cast della serie in onda su ATV Kurtlar Vadisi Pusu, nel ruolo di Josef Beile. Nel 2012 ha ricoperto il ruolo di Sait Karam nella serie Suskunlar e nel 2013 quello di Mansur Celik nella serie Sakli Kalan, entrambe in onda su Show TV. Nel 2014 ha ricoperto il ruolo di Hüsrev Paşa nella serie in onda su Star TV Il secolo magnifico (Muhteşem Yüzyıl). Nel 2014 e nel 2015 è entrato a far parte del cast della serie in onda su ATV Karadayı, nel ruolo di Vehbi Duru. Nel 2015 ha ottenuto il ruolo di Halis Feyman nella serie in onda su TV8 Maral: En Güzel Hikayem e nel 2016 quello di Osman Bulut nella serie in onda su Star TV Gecenin Kraliçesi. Nel 2016 ha ricoperto il ruolo di Cesur Çıralı nel film Sen Benim HerŞeyimsin diretto da Tolga Örnek. L'anno successivo, nel 2017, ha fatto parte del cast della serie in onda su Kanal D Adı Efsane, nel ruolo di Hasan. Nello stesso anno ha interpretato il ruolo di Ali nel film Rosso Istanbul (İstanbul Kırmızısı) diretto da Ferzan Özpetek e quello di Amir Yıldız nel film Poyraz Karayel: Küresel Sermaye diretto da Osman Taşçı. Dal 2017 al 2019 ha riscosso popolarità per il personaggio di Fikri Elibol nella serie in onda su Fox Bizim Hikaye. Dal 2019 al 2021 è stato scelto per interpretare il ruolo di Adil Erinç nella serie televisiva medica in onda su Fox Il dottor Alì (Mucize Doktor). Nel 2022 e nel 2023 ha preso parte al cast della serie in onda su Kanal D Üç Kız Kardeş, nel ruolo di Sadik Kalender.

## Vita privata
Reha Özcan è sposato con Yeşim Temel, dalla quale ha avuto due figli che si chiamano Rüya e Rüzgar.

## Filmografia

### Cinema
- Naciye'yi Kim Sevmez, regia di Emine Çelebi (2005)
- Bahtı Kara, regia di Theron Patterson (2008)
- Yangın Var, regia di Murat Saraçoğlu (2011)
- Tepenin Ardı, regia di Emin Alper (2012)
- Ölü ya da Diri, regia di Jorgo Papavassiliou (2013)
- Buna Değer, regia di Can Oral (2014)
- Unutursam Fısılda, regia di Çağan Irmak (2014)
- Kasap Havası, regia di Çiğdem Sezgin (2015)
- Öyle ya da Böyle, regia di Alper Kaya (2015)
- Sen Benim HerŞeyimsin, regia di Tolga Örnek (2016)
- Rosso Istanbul (İstanbul Kırmızısı), regia di Ferzan Özpetek (2017)
- Yaşamak Güzel Şey, regia di Müfit Can Saçıntı (2017)
- Poyraz Karayel: Küresel Sermaye, regia di Osman Taşçı (2017)
- Aydede, regia di Abdurrahman Öner (2018)
- Uzun Zaman Önce, regia di Cihan Saglam (2019)
- 8 (Sekiz), regia di Bugra Kekik (2021)
- Yapayalniz, regia di Mehmet Esen (2021)
- Ya Ben Ölürsem, regia di Ahmet Faik Akinci (2022)
- 7 - Yedi, regia di Bugra Kekik (2022)
- Ölümlü Dünya 2, regia di Ali Atay (2023)
- Aci Kahve, regia di Soner Sert (2024)
- Sırrını Biliyorum, regia di Battal Karslıoğlu (2024)

### Televisione
- Naciye'yi Kim Sevmez – serie TV, 5 episodi (ATV, 2005)
- Dağlar Delisi – serie TV (Star TV, 2007)
- Dördüncü Osman – serie TV (Samanyolu TV, 2009-2010)
- Kurtlar Vadisi Pusu – serie TV, 41 episodi (ATV, 2010-2012)
- Üsküdar'a Giderken – serie TV, 13 episodi (Kanal D, 2011)
- Suskunlar – serie TV, 27 episodi (Show TV, 2012)
- Sakli Kalan – serie TV (Show TV, 2013)
- Fatih – serie TV, 5 episodi (Kanal D, 2013)
- Il secolo magnifico (Muhteşem Yüzyıl) – serie TV (Star TV, 2014)
- Karadayı – serie TV, 30 episodi (ATV, 2014-2015)
- Maral: En Güzel Hikayem – serie TV, 17 episodi (TV8, 2015)
- Gecenin Kraliçesi – serie TV, 10 episodi (Star TV, 2016)
- Adı Efsane – serie TV, 20 episodi (Kanal D, 2017)
- Bizim Hikaye – serie TV, 70 episodi (Fox, 2017-2019)
- Il dottor Alì (Mucize Doktor) – serie TV, 50 episodi (Fox, 2019-2021)
- Seksenler – serie TV, 50 episodi (TRT 1, 2019-2021)
- Uzak Ara Eglence – serie TV (Kanal D, 2020)
- Üç Kız Kardeş – serie TV, 20 episodi (Kanal D, 2022-2023)

### Web TV
- Ölüm Kime Yakışır – web serie (Turkcell TV+, 2024)

### Cortometraggi
- Buhar, regia di Abdurrahman Öner (2012)
- Kor, regia di Cihan Sağlam (2012)
- Çare-sizlik (2014)
- House on the Hill, regia di Gizem Kizil (2017)

## Teatro

### Attore
- Lokomopüf di Wolker Ludvig e Rainer Hachfeld, presso il teatro statale di Istanbul (1985)
- Ermiş Jeanne di Müge Gürman, adattamento di George Bernard Shaw (1986)
- Kaktüs Çiçeği di Pierre Barillet e Jean-Pierre Gredy, presso il teatro statale di Trebisonda (1987)
- Ana Hanım Kız Hanım di Cahit Atay, presso il teatro statale di Trebisonda (1988)
- Yedi Köyün Yargıcı di Sönmez Atasoy, presso il teatro statale di Trebisonda (1988)
- Gözlerimi Kaparım Vazifemi Yaparım di Haldun Taner, presso il teatro statale di Trebisonda (1989)
- Bir Şehnaz Oyun di Turgut Özakman, presso il teatro statale di Trebisonda (1990)
- Müfettiş di Nikolay Gogol, presso il teatro statale di Trebisonda (1990)
- Sersem Kocanın Kurnaz Karısı di Haldun Taner, presso il teatro statale di Istanbul (1991)
- Macbeth di William Shakespeare, presso il teatro statale di Istanbul (1992)
- Androcles ile Aslan di Aurand Harris, presso il teatro statale di Adalia (1992)
- Kadı di Ülkü Tamer, presso il teatro statale di Adalia (1993)
- Taziye di Murathan Mungan, presso il teatro statale di Adalia (1994)
- Mahmud Yezida di Murathan Mungan, presso il teatro statale di Adalia (1994)
- Geyikler Lanetler di Murathan Mungan, presso il teatro statale di Adalia (1994)
- Ağıt (oyun), presso il teatro statale di Adalia (1995)
- Danton'un Ölümü di Georg Büchner, presso il teatro statale di Adalia (1995)
- Söz Veriyorum di Aleksei Arbuzov, presso il teatro statale di Adalia (1996)
- Akide Şekeri di Ali Meriç, presso il teatro statale di Adalia (1996)
- Vahşi Doğa di Refik Erduran, presso il teatro statale di Adalia (1996)
- Külhanbeyi Operası di Ülkü Ayvaz, presso il teatro statale di Adalia (1996)
- Haydi Karına Koş di Ray Cooney, presso il teatro statale di Adalia (1996)
- Guguk Kuşu di Ken Kesey, presso il teatro statale di Adalia (2001)
- Aslan Asker Şvayk di Jaroslav Hašek, presso il teatro statale di Adalia (2002)
- İki Kişilik Hırgür di Eugène Ionesco, presso il teatro statale di Adalia (2003)
- Topor Parti di Roland Topor, presso il teatro statale di Adalia (2003)
- Nemrut di Gülşah Banda, presso il teatro statale di Adalia (2004)
- Kamyon di Memet Baydur, presso il teatro statale di Adalia (2006)
- Gözlerimi Kaparım Vazifemi Yaparım di Haldun Taner, presso il teatro statale di Adalia (2006)
- Gergedan di Eugène Ionesco, presso il teatro statale di Adalia (2008)
- Yaban Ördeği di Henrik Ibsen, presso il teatro statale di Adalia (2008)
- Bedensiz Kadın di Mate Matisic, presso il teatro statale di Istanbul (2010)
- Sezuan'ın İyi İnsanı di Bertolt Brecht, presso il teatro statale di Istanbul (2012)
- Inishmorelu Yüzbaşı di Martin McDonagh, presso il teatro statale di Istanbul (2013)
- Güneş Batarken Bile Büyük di Kazım Akşar, presso il teatro statale di Istanbul (2014)

### Regista
- Küçük Prens di Antoine de Saint-Exupéry, presso il club teatrale dell'Università di Akdeniz
- Sevgili Doktor di Neil Simon, presso il club teatrale dell'Università di Akdeniz
- Cimri di Molière, presso il teatro della municipalità metropolitana di Adalia
- Külkedisi di Charles Perrault, presso il teatro statale di Adalia (1998)
- Vahşi Doğa di Refik Erduran, presso il teatro statale di Adalia (2000)

## Doppiatori italiani
Nelle versioni in italiano dei suoi film e delle sue serie TV, Reha Özcan è stato doppiato da:
- Luigi Ferraro[37] in Rosso Istanbul[38]
- Alberto Bognanni[39] ne Il dottor Alì[40]

## Riconoscimenti
- International Izmir Film Festival
  - 2020: Candidato come Miglior attore non protagonista in una serie televisiva per Il dottor Alì (Mucize Doktor)

- Premio teatrale Lions
  - 2008: Vincitore come Attore di maggior successo dell'anno per l'opera teatrale Gergedan

- Turkish Film Critics Association (SIYAD) Awards
  - 2010: Candidato come Miglior attore per il film Bahtı Kara

- 2º Premio per lo sforzo e il successo della rivista New Theatre Magazine
  - 2014: Vincitore come Attore dell'anno per l'opera teatrale Rain Man

- 4º Festival internazionale del cinema sulla Via della seta
  - 2009: Vincitore come Miglior attore per il film Bahtı Kara

- 15º Premio teatrale Afife
  - 2011: Vincitore come Attore di maggior successo dell'anno per l'opera teatrale Bedensiz Kadın

- 16º Premio Sadri Alışık per gli attori teatrali e cinematografici
  - 2011: Vincitore come Attore di maggior successo dell'anno per l'opera teatrale Bedensiz Kadın